# Richard Sawkins

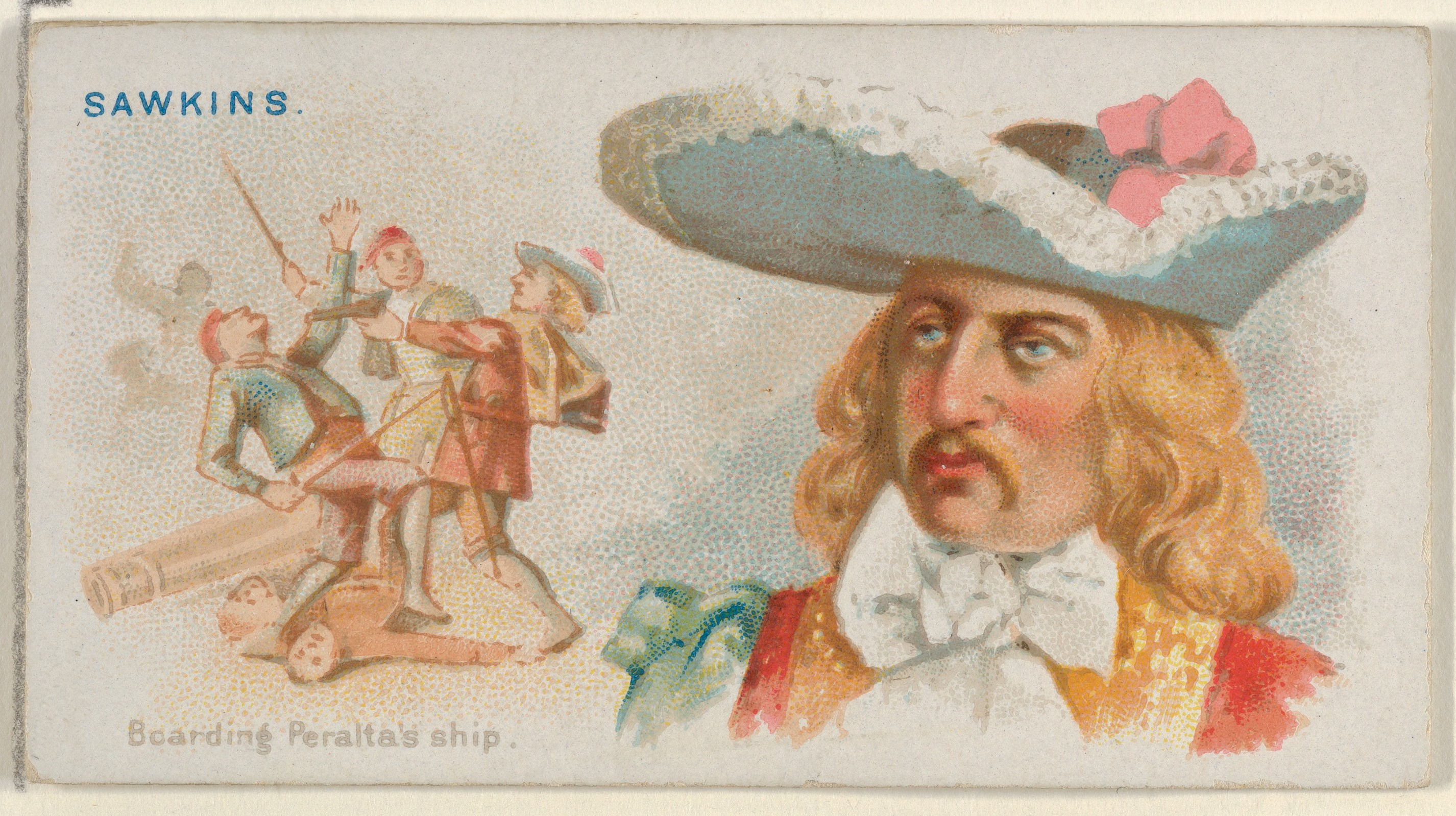

Richard Sawkins était un pirate anglais jamaïcain de la fin du XVIIe siècle, à faire la guerre aux Espagnols avec commission française du gouverneur de Saint-Domingue. En 1677, il participa à la prise de Santa Marta sur la côte de l'actuelle Colombie.
Il participa à l'expédition consistant à traverser en 1679 l'isthme de Panama pour aller piller les côtes pacifiques de l'empire espagnol d'Amérique du Sud, pour succéder à John Coxon.
Le premier récit évoque la date du 24 avril 1679, quand avec John Coxon il traverse l'isthme de Panama avec l'aide d'une cinquantaine d'Indiens Kunas, 68 canots et 331 flibustiers, armés de mousquets français modernes, pour aller en mer du Sud, sur la côte pacifique puis retourner aux Antilles par le Panama.
Il fut élu par les autres flibustiers chef de la deuxième expédition, l'année suivante, lorsque la direction de l'expédition se retrouva orpheline du départ de John Coxon. Ses quatre lieutenants furent Peter Harris, Edmund Cook, John Coxon et Bartholomew Sharp. William Dampier, Lionel Wafer et Raveneau de Lussan, membres du groupe, ont tout raconté dans leurs livres, une fois revenus en Europe.
Capturé par le navire de la marine anglaise HMS Success, il est emprisonné à Port Royal de la Jamaïque, sur l'ordre du nouveau gouverneur anglais, Carlyle ? où il est jugé pour piraterie le 1er décembre 1679. Il parvient à s'échapper et le 22 mai 1680 décède d'une balle de mousquet à la tête de 60 hommes dans l'attaque de Puebla Nueva

## Chronologie
- 1663 : Sir Thomas Modyford, premier gouverneur de la Jamaïque, s'y installe avec des émigrants de la Barbade
- 1668 : Henry Morgan envoyé à Cuba par Sir Thomas Modyford, gouverneur de la Jamaïque, afin d'y faire prisonniers quelques Espagnols
- 1670 : Sir Thomas Modyford est emprisonné pour deux ans à la tour de Londres
- 18 janvier 1671 : avec 1 400 hommes, Henry Morgan remonte le rio Chagres et arrive aux portes de Panama, capture la ville, pour un butin qui s'élèverait à plus de 100 000 livres sterling.
- 1670 : révolte des planteurs de Saint-Domingue contre la Compagnie des Indes occidentales[3]
- 1670 : traité de Douvres, secret, entre Louis XIV et son cousin Charles II, pour se partager les Provinces-Unies
- 1671 : Thomas Lynch planteur et négociant d'esclaves succède à Sir Thomas Modyford à la tête de la Jamaïque, désarme les flibustiers pour en faire une réserve d'esclaves, à vendre à l'empire espagnol.
- 1672 : Henry Morgan emprisonné et emmené en Angleterre
- 1672 : Troisième guerre anglo-néerlandaise, que le parlement anglais oblige le roi à finir en 1674
- 1672 : création de la Compagnie royale d'Afrique
- 1673 : création de la Compagnie du Sénégal
- 1675 : Louis Moreau de Chambonneau, représentant de la Compagnie du Sénégal rédige un mémoire sur le double semis annuel
- 1674 : Henry Morgan libéré, fait chevalier, et installé comme riche planteur de Jamaïque
- 1674 : début de la guerre de Hollande
- octobre 1675 : Charles François d'Angennes quitte Nantes en tant que commandant de la Fontaine d'Or, (24 canons) accompagné d'un célèbre corsaire de ce port, le capitaine Bernard Lemoigne.
- 1676 : Charles François d'Angennes réunit une flotte de 10 navires et 800 boucaniers pour attaquer les villes espagnoles d'Isla Margarita, Trinidad et Cumaná.
- 1677 : Lionel Wafer s'embarque pour l'Amérique sur le Great Anne, un second voyage le mène à la Jamaïque
- 1678 : Alexandre-Olivier Exquemelin publie De Americaenche Zee-Roovers, qui est traduit en espagnol en 1681 par Alonso de Bonne-Maison puis en anglais en 1684[4].
- 1678 : Charles François d'Angennes, au service de Louis XIV, lance les désarmements de flibustiers
- 1678 : fin de la guerre de Hollande
- avril 1679 : premier Rendez-vous de l'île d'Or, auquel participe Jean Bernanos et Jean Rose[5], selon Basil Ringrose
- 1er décembre 1679 : Richard Sawkins capturé et jugé pour piraterie
- avril 1680 : Rendez-vous de l'île d'Or décrit par Basil Ringrose, qui y participe
- 22 mai 1680 : Richard Sawkins décède d'une balle de mousquet à la tête de 60 hommes dans l'attaque de Puebla Nueva
- 5 mai 1681 : Lionel Wafer, blessé après l'explosion d'un baril de poudre, est laissé aux mains des Kunas[6]
- 1682 : Charles François d'Angennes arrête le flibustier François Grognier, alias Cachemarée[7]
- mars 1682 : Basil Ringrose rentre en Angleterre
- 1684 : 1 100 flibustiers hollandais, anglais et français s’associent pour aller piller la côte du Pérou, les uns par le détroit de Magellan, les autres par l’isthme de Panama
- 1684 : Basil Ringrose publie Account of the dangerous voyage and bold assaults of Captain Bartholomew Sharp and others[8], journal détaillé avec cartes et dessins[9]. Il publie aussi The South Seas Waggoner, qui sera ajouté en quatrième partie à une des rééditions du livre d'Alexandre-Olivier Exquemelin publié en 1678
- février 1686 : Basil Ringrose est l'une des 50 victimes d'un massacre perpétré par les Espagnols contre les flibustiers sur les côtes du Mexique[10]
- 1687 : ultimatum aux flibustiers qui n'ont pas encore quitté Saint-Domingue, par le gouverneur de l'île, Pierre-Paul Tarin de Cussy, avec deux possibilité : l'amnistie ou le départ[11].
- 1689 : Raveneau de Lussan publie Histoire des Filibustiers de la mer de Sud, qui raconte ses exploits de l'année 1684[4].
- 1689 : guerre de la Ligue d'Augsbourg, Louis XIV encerclé par la Savoie, l'Espagne, les Provinces-Unies et l'Angleterre
- 1692 : lettre de Jean-Baptiste du Casse au ministre de la Marine disant qu'il ne reste plus que 70 flibustiers sur l'île de la Tortue, il se fait fort de les sortir de la fainéantise, pour les installer à Saint-Domingue.
- 1694 : Jean-Baptiste du Casse organise l’expédition de la Jamaïque contre les Anglais, qui permet de rapporter de l’indigo et 3 000 esclaves
- 1695 : lettre de Jean-Baptiste Du Casse à Paris pour un projet sur l'isthme de Panama[12]
- 1695 : la Compagnie du Darién créée à Édinbourg, par sir William Paterson
- 1696 : la Compagnie du Darién fait voile vers l'isthme de Panama
- 1697 : l'expédition de Carthagène réussit mais des flibustiers français, mécontents du partage, descendent vers le Darién et le rendez-vous de l'île d'or
- 1697 : traité de Ryswick (septembre-octobre) par lequel la France voit la trêve de Ratisbonne se transformer en traité définitif,
- 1697 : William Dampier publie A New Voyage Around the World, grand succès en Angleterre
- 1698 : William Dampier est envoyé explorer le secteur de l'Australie, aux commandes du HMS Roebuck, avec une commission de capitaine de la Royal Navy
- 1698 : la Compagnie du Darién décimée par la malaria et l'intervention de troupes espagnoles
- 1698 : fondation à Saint-Malo de la Compagnie royale de la mer du Sud (1698) par l'armateur Noël Danycan
- 1699 : Lionel Wafer publie New Voyage and Description of the Isthmus of Panama[6].
- 1699 : réédition du livre d'Alexandre-Olivier Exquemelin, incluant une quatrième partie avec le récit de Basil Ringrosehttps://books.google.fr/books?id=S853d0fsI3EC&pg=PA69&dq=pirates+boca+del+toro&hl=fr&ei=EKt7TfmeHsfNswaG-J3tBw&sa=X&oi=book_result&ct=result&resnum=4&ved=0CDwQ6AEwAw#v=onepage&q&f=false
- 1699 : Jacques Gouin de Beauchêne, capitaine malouin du Phelypeaux, passe le détroit de Magellan
- 1700 : Joseph d'Honon de Gallifet envoie le sieur du Rocher aux « Indiens des Sambres » de la colonie française du Darién, pour qu'ils rallient les flibustiers français présents et leur interdise de s'allier aux Kunas contre la couronne espagnole, ce qui rapprocha les Indiens des flibustiers anglais, selon les écrits du voyageur et historien Pierre-François-Xavier de Charlevoix.
- 1702 : après douze jours de marche dans la jungle, 400 Anglais menés par Nathaniel Davis s'emparent du site minier aurifère de Santa Cruz de Cana, où ils trouvent 70 esclaves noirs au travail
- 1704 : le Malouin capitaine Alain Porée premier Français à passer le cap Horn d'est en ouest[13]

Louis Le Golif
- 1945 : Yves Hemar retrouve un manuscrit de Louis Le Golif sur la période 1645-1660 dont la fin est brûlée, qui est publié en 1654[4]